# Fairey Primer
Il Fairey Primer era un addestratore basico monomotore, monoplano prodotto dall'azienda britannica Fairey Aviation Company Limited nella seconda metà degli anni trenta del XX secolo e rimasto allo stadio di prototipo.

## Storia del progetto
Nel 1930 il progettista della Avions Fairey, società controllata belga della Fairey inglese, ingegnere Ernest Oscar Tips, realizzò una serie di aerei leggeri che portavano il suo nome, il primo dei quali fu il Tipsy S.2, tutti prodotti dalla ditta Avions Tipsy di Gosselies, Charleroi. L'ultimo prodotto realizzato prima dell'invasione tedesca del Belgio del maggio 1940 fu il Tipsy M, un aereo da addestramento primario. Dopo la fine del conflitto la casa madre decise di produrre in serie il velivolo con la nuova denominazione di Fairey Primer, e l'unico Tipsy M realizzato in Belgio prima dello scoppio delle ostilità divenne il prototipo del nuovo aereo.

## Tecnica
Il Fairey Primer era un aereo da addestramento, monoplano ad ala bassa, biposto di costruzione mista, in metallo, legno e tela. La configurazione alare era monoplana ad ala bassa con entrambe le semiali costruite in legno e ricoperte in tela. 
La fusoliera era costruita in tubi d'acciaio saldati e ricoperta in tela trattata tranne nella zona anteriore ricoperta di lamina metallica. Posteriormente terminava in un impennaggio classico caratterizzato dall'elemento verticale di grandi dimensioni e dai piani orizzontali. La cabina di pilotaggio, posizionata sopra l'ala, era chiusa da un tettuccio vetrato, e conteneva due posti in tandem, uno per l'allievo e uno per l'istruttore. Il carrello d'atterraggio, triciclo posteriore fisso, era di tipo classico con due elementi monoruota fissati ad entrambe le estremità della sezione centrale, dotati di ammortizzatori oleopneumatici Lockheed Airdraulic, e un ruotino di coda orientabile sui 360°. Le ruote erano dotate di freni meccanici Bendix, e ricoperte da carenature aerodinamiche. La propulsione era affidata ad un motore De Havilland Gipsy Major 10 a 4 cilindri invertiti raffreddati ad aria, erogante la potenza di 145 hp (108 kW) ed azionante un'elica bipala lignea Fairey-Reed.

## Impiego operativo
Il primo Tipsy M (matricola OO-POM), dotato di propulsore de Havilland Gipsy Major II da 132 hp, volò per la prima volta a Gosselies, a cura della Avions Fairey, nel corso del 1938 e fu trasferito in Gran Bretagna, presso la casa madre, tra il settembre e l'ottobre del 1939. All'atto dell'invasione tedesca la fabbrica di Gosselies fu distrutta da un bombardamento della Luftwaffe il 15 maggio 1940, e in quella occasione andarono persi tutti i disegni e le attrezzature di produzione. L'aereo fu utilizzato presso l'aerodromo di Great West ancora per cinque mesi a partire dal novembre 1940. e poi dalla Fairey fino al settembre 1941 quando venne immagazzinato. Al termine del conflitto l'aereo ritornò in Belgio per subire alcune piccole modifiche su suggerimento dell'ufficio tecnico della Fairey, che poi acquisì l'aereo con l'obiettivo di riprodurlo su licenza. All'inizio del 1948 l'aereo volava a White Waltham ancora con immatricolazione belga. L'anno successivo ricevette l'immatricolazione britannica (G-AKSX), ma sembra abbia volato solo con il numero sperimentale G-6-1. Il velivolo fu oggetto di attenta valutazione da parte del piloti in servizio presso l'Aeroplane and Armament Experimental Establishment della Royal Air Force a Boscombe Down, ed al ritorno in fabbrica l'aereo venne smontato per ricostruire i disegni tecnici e le attrezzature di produzione andate perse durante la seconda guerra mondiale.
Il motore e alcune altre parti vennero usate per costruire il primo velivolo di produzione, anche se secondo i registri della CAA il G-AKSX fu venduto all'estero nell'agosto 1948; se in condizioni di volo o no non è conosciuto. La ditta Fairey aveva intenzione di produrre una serie di dieci aerei nello stabilimento di Hambly, ma ne realizzò solo due. Il primo di questi, il G-ALBL, andò in volo per la prima volta a White Waltham il 14 agosto 1948 e ricevette il certificato di navigabilità nel mese di ottobre 1948. Inizialmente equipaggiato con il propulsore de Havilland Gipsy Major 10, in seguito sostituito da un Blackburn Cirrus Major III da 155 hp (116 kW), fu demolito nel 1949; anche se secondo i registri della CAA risulta demolito nel 1953. Il secondo velivolo di produzione, matricola G-ALEW, uscì di fabbrica con il propulsore Cirrus Major III e fu valutato dalla RAF, insieme al de Havilland Canada DHC-1 Chipmunk, a Boscombe Down. L'aviazione militare britannica preferì acquistare il prodotto della de Havilland, e il G-ALEW fu presentato, senza successo, al salone aeronautico di Farnborough nel corso del 1950 e quindi demolito l'anno successivo.

### Annotazioni
1. ↑  Attualmente inglobato nell'aeroporto di Heathrow a Londra.

### Fonti
1. 1 2 3 4 5 6 7 8 9  Taylor 1974, p. 381.
2. 1 2  Taylor 1974, pp. 39-44.
3. 1 2 3 4 5  Уголок неба.
4. 1 2 3 4  Taylor 1974, pp. 378-381.
5. 1 2 3 4 5  Jacobs 2004, pp. 152-153.
6. 1 2 3 4 5  Phipp 2013, p. 1963.
7. 1 2  Taylor 1974, p. 42.
8. 1 2  Taylor 1974, p. 379.
9. ↑  Taylor 1974, p. 380.
10. ↑  CAA G-AKSX Archiviato il 6 giugno 2011 in Internet Archive.
11. ↑  Phipp 2013, p. 1962.
12. ↑  (EN) CAA G-ALBL (PDF), su caa.co.uk/. URL consultato il 21 luglio 2020 (archiviato dall'url originale il 6 giugno 2011).
13. ↑  (EN) CAA G-ALEW (PDF), su caa.co.uk/. URL consultato il 21 luglio 2020 (archiviato dall'url originale il 6 giugno 2011).